# Reifentäle
Das Reifentäle ist ein vom Landratsamt Rottweil am 1. Februar 1953 durch Verordnung als Landschaftsschutzgebiet auf dem Gebiet der Stadt Rottweil.

## Lage
Das Landschaftsschutzgebiet Reifentäle liegt auf der Gemarkung Neukirch östlich des Vaihinger Hofs, etwa 7,5 Kilometer nordöstlich der Kernstadt nahe der Kreisgrenze zum Zollernalbkreis.

## Landschaftscharakter
Das Reifentäle ist ein Seitental des Schwarzenbachtals. Das Schutzgebiet umfasst die nahezu vollständig bewaldeten Hänge an der Dachsenhalde und am Ochsenrain, der Großteil des namensgebenden Reifentals mit dem Reifentalbach gehört mittlerweile aber zum Naturschutzgebiet Schwarzenbach.

## Zusammenhängende Schutzgebiete
Das Naturschutzgebiet Schwarzenbach und das FFH-Gebiet Prim-Albvorland schließen unmittelbar an. Durch die Ausweisung des Naturschutzgebiets im Jahr 1996 wurde das Landschaftsschutzgebiet um 28 ha verkleinert und in drei Teilgebiete getrennt.